# Upplands runinskrifter 660

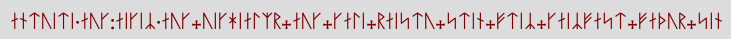
runslingan på U 660

Upplands runinskrifter 660 är en vikingatida runsten av grå och vit granit som påträffades i Norränge, Håtuna socken och Upplands-Bro kommun. Stenen är placerad i vapenhuset i Håtuna kyrka.

## Inskriften
Inskriften i runor:
ᛅᚾᛏᚢᛁᛏᛁ ᛫ ᛅᚢᚴ ᛬ ᛅᛁᚴᛁᛦ ᛫ ᛅᚢᚴ ᛭ ᚢᛁᚴᚼᛁᛅᛚᛘᚱ ᛭ ᛅᚢᚴ ᛭ ᚴᛅᛚᛁ ᛭ ᚱᛅᛁᛋᛏᚢ ᛭ ᛋᛏᛁᚾ ᛭ ᚠᛏᛁᛦ ᛭ ᚴᛅᛁᛦᚠᛅᛋᛏ ᛭ ᚠᛅᚦᚢᚱ ᛭ ᛋᛁᚾ
Translitterering av runraden:
× -ntuit- auk : aikiʀ · auk × uikhialmr × auk × kali × raistu × (s)tin × -ftiʀ × kaiʀfast × faþur × sin
Normalisering till runsvenska:
[A]ndvett[r] ok aikiʀ ok Vighialmʀ ok Kali ræistu stæin [æ]ftiʀ Gæiʀfast, faður sinn.
Översättning till nusvenska:
Andvitt och Åger och Vighjälm och Kale reste stenen efter Gerfast, sin fader.
Namnet aikiʀ finns även på runstenarna U 723, U 724, U 1047.

## Historia
Stenen står i vapenhuset i Håtuna kyrka tillsammans med en tavla som också beskriver dess historia:
Stenen, som anträffades 1931 vid Norränge
i Håtuna socken, är troligen ristad av
den under 1050- och 1060-talen verksamme
uppländske runristaren Fot och är
märklig genom spår av röd färg.